# タンバクンダ県
タンバクンダ県（タンバクンダけん、Département de Tambacounda）は、セネガル共和国タンバクンダ州にある県。タンバクンダ市とクンペントゥン郡、クサナール郡、マカコリバンタン郡、ミシラ郡からなる。